# Paul Cohen
Paul Joseph Cohen (født 2. april 1934, død 23. marts 2007) var en amerikansk matematiker bedst kendt for sit bevis af uafhængigheden af kontinuumhypotesen og udvalgsaksiomet fra Zermelo-Fraenkels aksiomer, den mest accepterede aksiomisering i mængdelære.